# Pablito Calvo
Pablo Calvo Hidalgo, noto con il diminutivo Pablito Calvo (Madrid, 16 marzo 1948 – Alicante, 1º febbraio 2000), è stato un attore spagnolo, attivo come attore bambino.

## Biografia

Pablito Calvo assieme a Ludovica Modugno, sua doppiatrice nell'edizione italiana di Marcellino pane e vino (1956)

Deve la sua fama principalmente al ruolo del protagonista del film Marcellino pane e vino di Ladislao Vajda, che interpretò a sei anni, selezionato tra oltre cento bambini.
Fu attivo nel cinema fino al 1963 in produzioni spagnole e italiane, lavorando con lo stesso Vajda e poi anche con Totò, in un film intitolato Totò e Marcellino, di Antonio Musu.
Il precoce successo non lo aiutò a far carriera, non riuscendo a ripetere il successo della pellicola d'esordio. A sedici anni lasciò il cinema per studiare ingegneria industriale; dopo la laurea esercitò per anni la professione e in seguito diresse alcune agenzie immobiliari.
Nel settembre 1999 fu ospite del programma televisivo Meteore su Italia 1. In quell'occasione asserì che non sentiva affatto nostalgia per il cinema.

### Morte
Morì improvvisamente la notte del 2 febbraio 2000 presso l'ospedale Vistahermosa di Alicante per un aneurisma a 51 anni. Fu cremato.

## Vita privata
Nel 1976 si sposò con la coetanea Juana Olmedo, dalla quale nel 1979 ebbe un figlio, Pablito Jr.

## Filmografia

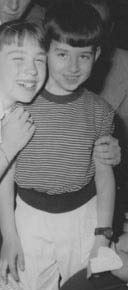
Pablito Calvo

- Marcellino pane e vino (Marcelino pan y vino), regia di Ladislao Vajda (1955)
- Mio zio Giacinto (Mi tio Jacinto), o Pepote, regia di Ladislao Vajda (1956)
- Un angelo è sceso a Brooklyn (Un ángel pasó por Brooklyn), regia di Ladislao Vajda (1957)
- Totò e Marcellino, regia di Antonio Musu (1958)
- Juanito, regia di Fernando Palacios (1960)
- Alerta en el cielo, regia di Luis César Amadori (1961)
- Dos años de vacaciones, regia di Emilio Gómez Muriel (1962)
- Il ritorno di Marcellino (Barcos de papel), regia di Román Viñoly Barreto (1963)

## Doppiatori italiani
- Ludovica Modugno in Marcellino pane e vino, Totò e Marcellino